# Tetraberlinia polyphylla
Tetraberlinia polyphylla är en ärtväxtart som först beskrevs av Hermann August Theodor Harms, och fick sitt nu gällande namn av Voorh.. Tetraberlinia polyphylla ingår i släktet Tetraberlinia och familjen ärtväxter. Inga underarter finns listade i Catalogue of Life.